# Yeah Yeah Yeahs
Yeah Yeah Yeahs su njujorški rock sastav okupljen 2000. godine pod vodstvom glazbenice Karen O, a sviraju mješavinu retro rock zvuka i žestokih rock/punk gitara sa sintetiziranim zvukovima te nekad vrištećim, nekontroliranim ili pak katkad mirnijim, blues vokalom.

## Članovi
- Karen O kao glavni vokal
- Nick Zinner na gitari
- Brian Chase na bubnjevima

## Povijest
Yeah Yeah Yeahs počinju s djelovanjem 2000. godine, kad je pjevačica Karen O na fakultetu upoznala Zinnera i Chasea; Zinner i O iste godine osnivaju sastav, a Chase im se pridružuje nakon odlaska izvornog bubnjara sastava.

## Vanjske poveznice
- Yeah Yeah Yeahs' službene stranice
- YYY Pins, veliki broj poveznica na intervjue, fotografije i dr.